# 弗罗堡
弗罗堡（德語：Frohburg，發音：[ˈfʁoːˌbʊʁk] ⓘ）是德国萨克森州莱比锡县的城市，面积145.31平方千米，2023年12月31日人口为12,186人。